# ベネ郡

ベネ郡
Benè

ベネ郡（ベネぐん、ハイチ語: Benè、フランス語: Bainet）はハイチ南部、南東県西部の郡。北に西県レヨガーヌ郡、東にジャクメル郡、北西にニップ県ミラグワーヌ郡、西に南県アカン郡と接し、南はカリブ海に臨む。
東にベネ、西にコート・デフェの2つのコミーンが置かれている。郵便番号は92から始まる。

## 脚註
1. 1 2  “Haiti: administrative units, extended”.   GeoHive.com. 2016年10月5日時点のオリジナルよりアーカイブ。2021年8月10日閲覧。
2. ↑  “POPULATION TOTALE, POPULATION DE 18 ANS ET PLUS MÉNAGES ET DENSITÉS ESTIMÉS EN 2015” (pdf).   Institut Haïtien de Statistique et d’Informatique (IHSI). pp. 16 - 17 (2015年3月). 2021年8月10日閲覧。